# Велкер, Йозеф
Йозеф Велкер (сербохорв. Јозеф Велкер / Jožef Velker), также известный как Иосип Велкер (сербохорв. Јосип Велкер / Josip Velker) и Йожеф Велкер (сербохорв. Јожеф Велкер / Jožef Velker); 5 декабря 1912, Равно-Село — 29 ноября 1995, Кливленд) — югославский футболист немецкого происхождения, известный по выступлениям за клуб «Воеводина»; один из выдающихся игроков клуба в межвоенные годы.

## Биография
Йозеф Велкер родился 5 декабря 1912 года в деревне Шове (ныне Равно-Село) на территории Воеводины. Родом из воеводинских немцев. Окончил гимназию в Нови-Саде, с подростковых лет стал играть в футбол. В возрасте 18 лет встретился с представителями нови-садского клуба НАК, приняв их предложение играть за команду. Он выступал на позиции левого полузащитника, показывая впечатляющую игру и в матчах против принципиального противника НАК — клуба «Воеводина», который при этом очень хотел его видеть в своём составе.
Осенью 1937 года состоялся долгожданный переход Велкера в ряды «Воеводины». Сохранились свидетельства описания игры Велкера за «Воеводину», одно из которых приводила газета «Sportska revija» 15 мая 1940 года:

Велкер — нападающий «Воеводины» и всегда один из лучших игроков. Все остальные игроки (даже лучшие) могут так плохо выступить, что их будет едва видно на поле, в то время как с Велкером такое случается редко. Он мотор своей команды. Техничный игрок par excellence. В матчах с участием «Воеводины» его ясно выделяется его фигура со своей самоотверженной, мастерской, честной и, прежде всего, эффективной игрой. Таков Велкер. Он представляет собой именно такого футболиста, каким и должен быть настоящий футболист, спортсмен. Он не протестует против судейских решений, не отвечает на грубость соперников и не препирается с игрокам. Его невозможно услышать в игре, но зато его видно лучше любых других игроков. Хотя благодаря своим способностям он мог бы играть в любой команде лиги, он невероятно скромен. А это в большинстве случаев не является характерным для звёзд. Велкер — лучший, самый дисциплинированный и самый скромный футболист в Нови-Саде. А по игре он уже давно заслужил право играть в национальной сборной.
Оригинальный текст (серб.)Велкер је навални играч Војводине, увек је један од најбољих играча. Сви остали играчи, па и они најбољи, могу толико да подбаце, да се једва виде на терену, док се Велкеру то ретко дешава. Он је мотор свог тима. Техничар ‘par excellence’. На утакмици Војводине јасно се издваја његова фигура са својом преданом, мајсторском, фер, а пре свега ефикасном игром. То је Велкер. Он представља футбалера, онаквог какав треба да буде прави футбалер, спортиста. Не протестује против одлука судије, не узвраћа на грубости противника и не препире се са играчима. У игри се и не чује, али зато се види више него остали играчи. Иако би по својим способностима могао да игра у сваком лигашком клубу, он до крајности скроман. А то баш у већини случајева није у нарави звезда. Велкер је најбољи, најдисциплинованији и најскромнији футбалер у Новом Саду. А по игри заслужио је већ одавно да игра у државној репрезентацији.

За сборную Югославии Велкер сыграл всего три матча: 25 сентября 1938 года против Польши (4:4, забил один гол), 22 сентября 1940 года против Румынии (поражение 1:2) и 29 сентября против Венгрии (0:0).
В 1941 году после вторжения Германии в Югославию футбольный чемпионат страны был прерван, а клуб «Воеводина» оказался под запретом. Велкер скрывался от насильственной мобилизации воеводинских немцев в подразделения СС, хотя его поймали и отправили в Врбас. При первой же возможности он сбежал, решив прятаться на местных фермах. В ходе войны один из начальников венгерской оккупационной полиции возглавил клуб НАК и предложил Велкеру вступление в клуб в обмен на гарантии того, что семью Велкера не будут преследовать гестаповцы. Велкер согласился и вступил в ряды НАК с ещё несколькими бывшими футболистами «Воеводины».
После освобождения Югославии клуб «Воеводина» был восстановлен. В 1945 году Велкер выступил в первом послевоенном чемпионате Югославии, играя за сборную Воеводины, в которую вошли лучшие игроки клубов НАК и «Воеводина». В 1946 году Велкер вернулся в ряды «Воеводины», за которую выступал вплоть до 1951 года. Он пытался попасть с клубом в Первую союзную лигу Югославии в сезоне 1946/1947, однако в двух стыковых матчах за право выхода в Первую лигу проиграл скопьевскому «Вардару» (в первом матче была ничья 1:1). По мнению болельщиков, руководство коммунистической партии открыто тянуло в Первую лигу македонскую команду, поэтому в ответном матче нови-садцев откровенно засудили. В конце матча все игроки в знак протеста ушли с поля, за исключением Велкера, который пытался убедить команду доиграть матч.
Клуб впервые сыграл в Первой лиге Югославии только в сезоне 1951 года, который стал для Велкера последним в его профессиональной карьере. Свой последний матч за клуб он провёл против «Сараево». Житель села Бачко-Добро-Поле Блажо Шокота рассказывал, что у него не было возможности купить билет на эту игру, однако подошедший к кассе Велкер приобрёл сразу два билета — для болельщика и для себя самого.
После завершения игровой карьеры Велкер переехал в Америку со своей супругой Кэти, с которой познакомился в 1931 году и с которой прожил в браке более 60 лет. Несмотря на его отъезд, «Воеводина» в последующие годы неоднократно включала Велкера в список своих выдающихся игроков. Он умер 29 ноября 1995 года в тауншипе Хантсберг под Кливлендом (округ Джеога, штат Огайо).